# Friedrich Gärtner (Ministerialbeamter)
Friedrich Clemens August Hieronymus Gärtner (* 30. September 1882 in Ahaus; † 31. Oktober 1970 in Münster) war ein deutscher Ministerialbeamter.

## Leben
Gärtner wurde als Sohn des Oberregierungsrates und Landrat des  Kreises Ahaus Gustav Gärtner geboren. Er besuchte das Gymnasium in Bromberg und studierte in Jena, München und Halle (Saale). In Jena schloss er sich 1900 dem Corps Franconia Jena an. Nach Referendariat und Assessorexamen trat er 1910 bei der Provinzverwaltung von Schlesien in den Staatsdienst ein. 1917 erfolgte die Ernennung zum Landesrat.
Von 1927 bis 1934 war er Präsident des Landesarbeitsamtes Schlesien und von 1934 bis 1938 Präsident des Landesarbeitsamtes Westfalen. Nach dem Anschluss Österreichs an das Deutsche Reich fand er von 1938 bis 1940 als Leiter der Zweigstelle Österreich des Reichsarbeitsministeriums Verwendung. Ab 1943 bis Kriegsende war er Reichsinspekteur für Reichsarbeitseinsatz.
Nach Gründung der Bundesrepublik arbeitete er von 1950 bis 1953 am Aufbau der Bundesanstalt für Arbeitsvermittlung und Arbeitslosenversicherung mit. Von 1952 bis 1953 war er der erste Abteilungsleiter der Verwaltung der Bundesanstalt.

## Ehrungen
- 1952: Großes Verdienstkreuz der Bundesrepublik Deutschland
- Ehrenzeichen des Deutschen Roten Kreuzes II. Klasse
- Ritterkreuz des Österreichischen Roten Kreuzes